# Bergkoolmees
De bergkoolmees (Parus monticola) is een zangvogel uit de familie Paridae (mezen).

## Verspreiding en leefgebied
Deze soort komt voor van de westelijke Himalaya tot Vietnam en Taiwan en telt vier ondersoorten:
- P. m. monticola: van noordelijk Pakistan tot westelijk Nepal en zuidelijk Tibet.
- P. m. yunnanensis: van de oostelijke Himalaya en noordoostelijk India tot centraal China, noordelijk Indochina en Myanmar.
- P. m. legendrei: het zuidelijk-centraal Vietnam.
- P. m. insperatus: Taiwan.

## Status
De grootte van de populatie is niet gekwantificeerd maar de soort wordt omschreven als vrij algemeen. Op de Rode lijst van de IUCN heeft deze soort de status niet bedreigd.